# Ostruha (Wysoki Jesionik)
Ostruha – szczyt (góra) o wysokości 1023 m n.p.m. (podawana jest też wysokość 1021 m n.p.m. , 1021,9 m n.p.m., 1022,0 m n.p.m.  lub 1023,1 m n.p.m. ) w paśmie górskim Wysokiego Jesionika (cz. Hrubý Jeseník), w północno-wschodnich Czechach, w Sudetach Wschodnich, na Śląsku, w obrębie gminy Bělá pod Pradědem, oddalony o około 9,7 km na północny wschód od szczytu góry Pradziad (cz. Praděd). Rozległość góry (powierzchnia stoków) szacowana jest na około 1,3 km², a średnie nachylenie wszystkich stoków wynosi około 11°.

## Charakterystyka

### Lokalizacja
Góra Ostruha położona jest w północnym rejonie całego pasma Wysokiego Jesionika, leżąca w części Wysokiego Jesionika, w północnym obszarze (mikroregionu) o nazwie Masyw Orlíka (cz. Medvědská hornatina), na bocznym odgałęzieniu północnego, łukowatego grzbietu głównego góry Medvědí vrch, ciągnącego się od góry Zámecký vrch (1) do góry Na vyhlídce (1). Charakterystyczną cechą góry jest jej niemalże płaski około 800 m długości grzbiet, ciągnący się na kierunku południowy wschód – północny zachód. Przypomina ona kształtem również płaski grzbiet sąsiedniej góry Velké Bradlo. Z tego powodu obie góry bez zapoznania się wcześniej z ich położeniem na mapie, łatwo jest pomylić. Jest górą trudno rozpoznawalną, położoną w skupisku kilku gór mających podobne wysokości, przekraczających nieco ponad 1000 m n.p.m.. Widoczna jest np. ze stoku pobliskiej góry Velké Bradlo. Jest szczytem praktycznie trudno rozpoznawalnym i ledwo co widocznym m.in. z drogi okalającej połać szczytową góry Pradziad (szczyt widoczny powyżej linii patrzenia w kierunku góry Osikový vrch), a z innego charakterystycznego punktu widokowego – z drogi okalającej szczyt góry Dlouhé stráně – niewidoczny, bo przysłonięty szczytem Děrná. 
Górę ograniczają: od południa przełęcz Zvuk w kierunku szczytu Jelení loučky, od południowego zachodu i zachodu dolina potoku o nazwie Hraniční potok, od północy dolina potoku Šumný potok, od wschodu przełęcz o wysokości 1003 m n.p.m. w kierunku szczytu Medvědí louka oraz od południowego wschodu dolina potoku Bílý potok. W otoczeniu góry znajdują się następujące szczyty: od wschodu Medvědí louka, od południowego wschodu Javůrka, Karliny kameny i Černý vrch, od południa Jelení loučky, od południowego zachodu Děrná, Děrná–S, Kamzičí skála (1) i Zaječí hora, od zachodu Malé Bradlo, od północy Velké Bradlo–Z oraz od północnego wschodu Velké Bradlo.

### Stoki
W obrębie góry można wyróżnić sześć następujących zasadniczych stoków:
- południowo-zachodni
- zachodni
- północno-zachodni o nazwie Rozmárynka
- północny
- wschodni
- południowo-wschodni

Wszystkie stoki są zalesione w zdecydowanej większości gęstym borem świerkowym, a na stokach zachodnim, północno-zachodnim i północnym oprócz boru świerkowego wraz z obniżaniem wysokości pojawiają się obszary pokryte lasem mieszanym. Stoki te charakteryzują się znaczną zmiennością wysokości zalesienia i występują na nich znaczne pasmowe przecinki stokowe i polany. Ponadto na stokach północno-zachodnim i północnym występują pojedyncze skaliska i liczne grupy skalne, a na stoku południowo-zachodnim nawet jaskinie .
Stoki mają stosunkowo jednolite i bardzo zróżnicowane nachylenia. Średnie nachylenie stoków waha się bowiem od 2° (stok wschodni) do 32° (stok północny). Średnie nachylenie wszystkich stoków góry (średnia ważona nachyleń stoków) wynosi około 11°. Maksymalne średnie nachylenie u podnóża stoku północnego w pobliżu płynącego potoku Šumný potok, w pobliżu grupy skalnej, na odcinku 50 m nie przekracza 50°. Stoki pokryte są siecią nielicznych dróg (m.in. Bílopotocká cesta) oraz nielicznych na ogół nieoznakowanych ścieżek i duktów. Przemierzając je zaleca się korzystanie ze szczegółowych map, z uwagi na zawiłości ich przebiegu, zalesienie oraz zorientowanie w terenie.

### Szczyt główny

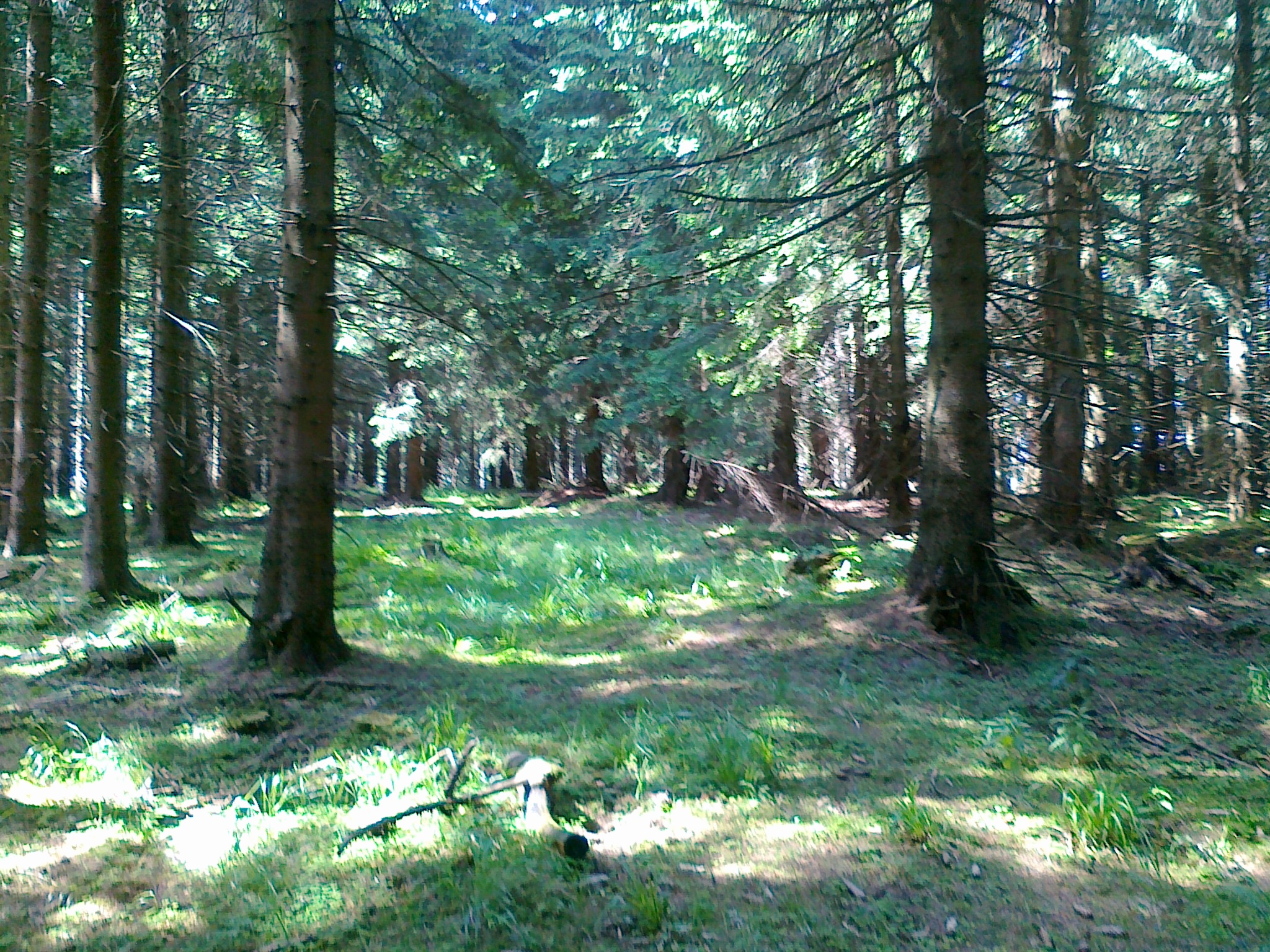
Połać szczytowa góry Ostruha (2015 rok)

Na szczyt nie prowadzi żaden szlak turystyczny. Przez połać szczytową przechodzi grzbietowa ścieżka główna od drogi wokół kopuły szczytowej i wyznaczonego na niej zielonego szlaku rowerowego , poprzez szczyt główny i dalej do szczytu drugorzędnego Ostruha–JV .  Szczyt główny znajduje się wśród gęstego boru świerkowego, pokryty trawą wysokogórską. Z uwagi na zalesienie nie jest on punktem widokowym. Na szczycie nie ma punktu geodezyjnego . Państwowy urząd geodezyjny o nazwie (cz. Český úřad zeměměřický a katastrální (CÚZK)) w Pradze podaje jako najwyższy punkt góry – szczyt – o wysokości 1023,2 m n.p.m. i współrzędnych geograficznych (50°10′02,7″N 17°15′56,0″E/50,167417 17,265556). 
Dojście do szczytu możliwe jest zarówno z żółtego szlaku turystycznego , jak i z zielonego szlaku rowerowego . W pierwszym sposobie dojścia do szczytu należy przejść żółtym szlakiem turystycznym  ze skrzyżowania turystycznego o nazwie Pasmo Orlíka (idąc w stronę skrzyżowania turystycznego o nazwie Jelení loučky) w linii niemalże prostej odcinek o długości około 490 m, a następnie należy skręcić w prawo na napotkaną ścieżkę, idąc nią prosto, dochodząc po około 380 m do drugorzędnego szczytu Ostruha–JV, po czym należy dalej przejść kolejny odcinek o długości około 510 m dochodząc orientacyjnie do połaci szczytu głównego, po drodze przechodząc przez przełęcz. Natomiast w drugim sposobie dojścia należy przebyć ze skrzyżowania turystycznego o nazwie Pod Velkým Bradlem zielonym szlakiem rowerowym , odcinek o długości około 1430 m (przemierzając w stronę skrzyżowania turystycznego o nazwie Spálená), po czym należy skręcić w lewo w napotkane wejście w zalesienie, dochodząc orientacyjnie po około 200 m do połaci szczytowej.

### Szczyt drugorzędny

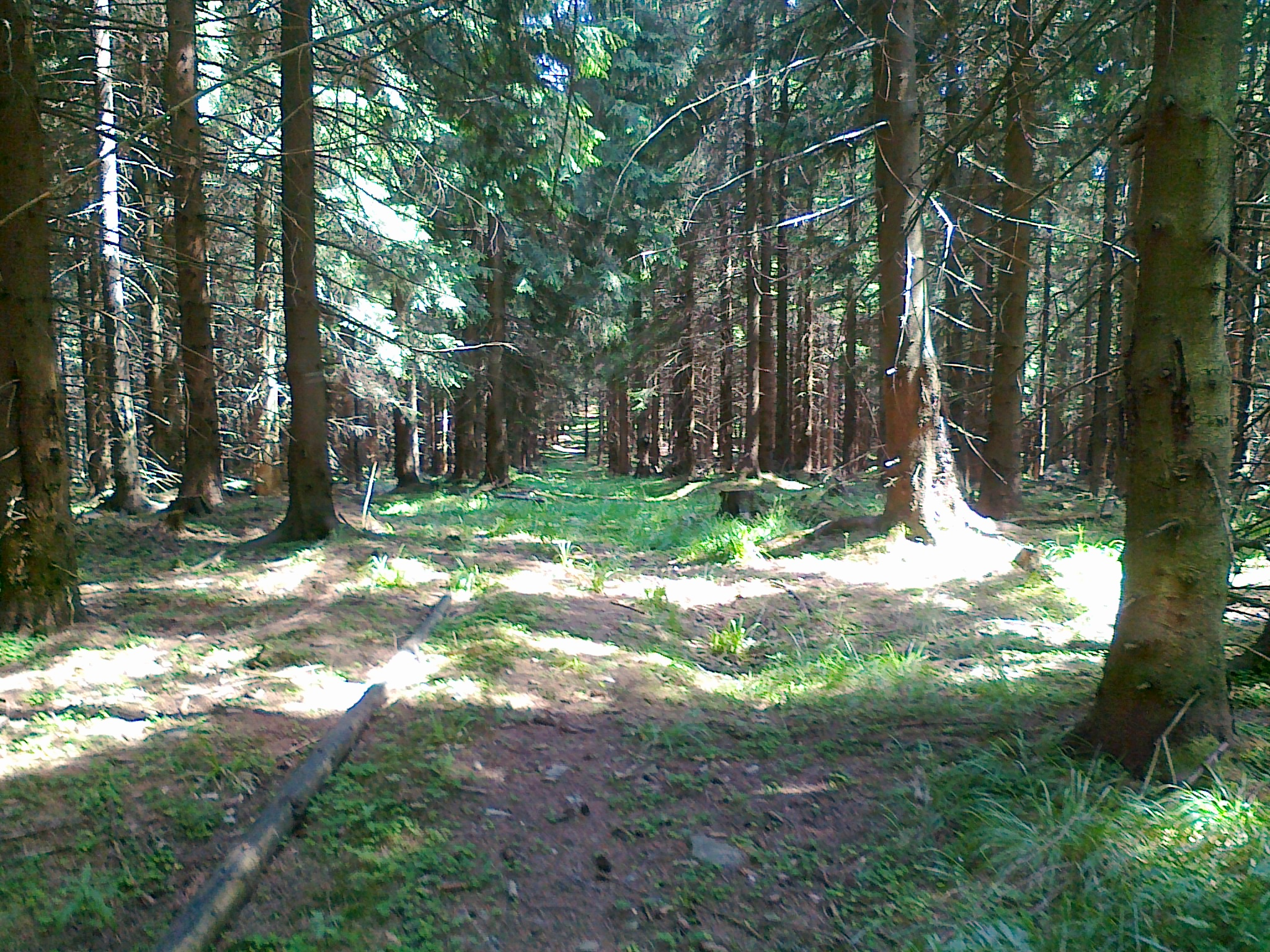
Widok z grzbietowej ścieżki głównej na stoku góry Ostruha na przełęcz pomiędzy drugorzędnym szczytem Ostruha–JV (2015 rok)

W odległości około 510 m na południowy wschód od szczytu głównego, przy grzbietowej ścieżce głównej znajduje się drugorzędny szczyt określony jako Ostruha–JV o wysokości 1022 m n.p.m. i współrzędnych geograficznych (50°09′52,6″N 17°16′17,2″E/50,164611 17,271444), oddzielony od szczytu głównego mało wybitną przełęczą o wysokości 1010 m n.p.m. . Na połaci drugorzędnego szczytu Ostruha–JV znajduje się, wytyczony w 1938 roku punkt geodezyjny , oznaczony na mapach geodezyjnych numerem (27.), o wysokości 1021,87 m n.p.m. oraz współrzędnych geograficznych (50°09′52,09″N 17°16′16,34″E/50,164469 17,271206). Wysokość punktu geodezyjnego podawana jest często na mapach jako szczyt góry .

### Geologia
Pod względem geologicznym masyw góry Ostruha należy do jednostki określanej jako kopuła Desny i zbudowany jest ze skał metamorficznych, głównie: blasto-mylonitów (biotytów, chlorytów i muskowitów), skał magmowych, głównie meta-granitoidów oraz skał osadowych, głównie meta-zlepieńców. W masywie góry Ostruha stwierdzono również występowanie żył kwarcowych.

### Wody
Grzbiet główny (grzebień) góry Pradziad, biegnący od przełęczy Skřítek do przełęczy Červenohorské sedlo oraz dalej do przełęczy Ramzovskiej (cz. Ramzovské sedlo) jest częścią granicy Wielkiego Europejskiego Działu Wodnego, dzielącej zlewiska Morza Bałtyckiego i Morza Czarnego . 
Szczyt wraz ze stokami góry Ostruha położony jest na północny wschód od tej granicy, należy więc do zlewni Morza Bałtyckiego, do którego płyną wody m.in. z dorzecza rzeki Odry, będącej przedłużeniem płynących z tej części Wysokiego Jesionika górskich potoków (m.in. płynących w pobliżu góry potoków o nazwach Hraniční potok, Šumný potok czy Bílý potok). Na stoku zachodnim bierze swój początek krótki, nienazwany potok, będący dopływem wspomnianego wcześniej potoku Hraniční potok. U podnóża stoku południowo-zachodniego, w odległości około 550 m na południowy wschód od szczytu głównego, na wysokości około 985 m n.p.m., blisko przełęczy Zvuk, przy zielonym szlaku rowerowym , znajduje się źródło o nazwie (cz. Jelení pramen). Ponadto na granicy stoku północno-zachodniego, na płynącym potoku Šumný potok, na wysokościach około 810 m n.p.m. znajduje się niewielki wodospad o nazwie (cz. Šumný vodopád) o wysokości około 1,5 m. 

## Ochrona przyrody
Cała góra znajduje się w obrębie wydzielonego obszaru objętego ochroną o nazwie Obszar Chronionego Krajobrazu Jesioniki (cz. Chráněná krajinná oblast (CHKO) Jeseníky), a utworzonego w celu ochrony utworów skalnych, ziemnych i roślinnych oraz rzadkich gatunków zwierząt. Na stokach nie utworzono żadnych rezerwatów przyrody lub innych obiektów nazwanych pomnikami przyrody. Ponadto na obszarze góry nie wytyczono żadnych ścieżek dydaktycznych.

## Turystyka
Na górze Ostruha nie ma żadnego schroniska turystycznego lub hotelu górskiego. Do najbliższej miejscowości Bělá pod Pradědem z bazą hoteli i pensjonatów jest od szczytu około 5 km w kierunku zachodnim, do osady Rejvíz z bazą pensjonatów około 7,5 km w kierunku północno-wschodnim oraz również około 7,5 km w kierunku północno-zachodnim do miejscowości Jesionik (cz. Jeseník). Z uwagi na znaczne odległości do baz turystycznych góra ma ograniczone znaczenie turystyczne.
Kluczowym punktem turystycznym jest oddalone o około 1,1 km na wschód od szczytu głównego skrzyżowanie turystyczne (cz. Pásmo Orlíka) z podaną na tablicy informacyjnej wysokością 1005 m, przy którym postawiono wiatę turystyczną oraz przez które przechodzą szlaki turystyczne, szlak rowerowy oraz trasy narciarstwa biegowego.

### Szlaki turystyczne
Klub Czeskich Turystów (cz. Klub Českých Turistů) wytyczył w obrębie góry dwa szlaki turystyczne na trasach:
 Vrbno pod Pradědem – góra Pytlák – Kamzičí skála (2) – góra Medvědí vrch – góra Medvědí louka – dolina potoku Šumný potok – góra Velké Bradlo – Adolfovice
 Rejvíz – narodowy rezerwat przyrody Rejvíz – góra Přední Jestřábí – góra Přední Jestřábí–JZ – szczyt Kazatelny–SV  – szczyt Kazatelny – przełęcz Kristovo loučení – góra Medvědí louka – góra Ostruha–JV – góra Jelení loučky – góra Děrná – góra Ztracený vrch – góra Lysý vrch – góra Osikový vrch – przełęcz Videlské sedlo – góra Malý Děd – schronisko Švýcárna

### Szlaki rowerowe i trasy narciarskie
Przez stoki wyznaczono również dwa szlaki rowerowe na trasach:
 Videlské sedlo – góra Osikový vrch – góra Lysý vrch – góra Ztracený vrch – góra Děrná – Ostruha–JV – góra Ostruha – góra Velké Bradlo – przełęcz Kristovo loučení – przełęcz Prameny Opavice – góra Příčný vrch – góra Lysý vrch – Zlaté Hory
 Bílý Potok – góra Javůrka – góra Medvědí louka – Pod Orlíkem (potok)
W okresach ośnieżenia wzdłuż szlaków rowerowych oraz żółtego szlaku turystycznego  przebiegają trasy narciarstwa biegowego. W obrębie góry nie poprowadzono żadnej trasy narciarstwa zjazdowego.